# コンクリート船

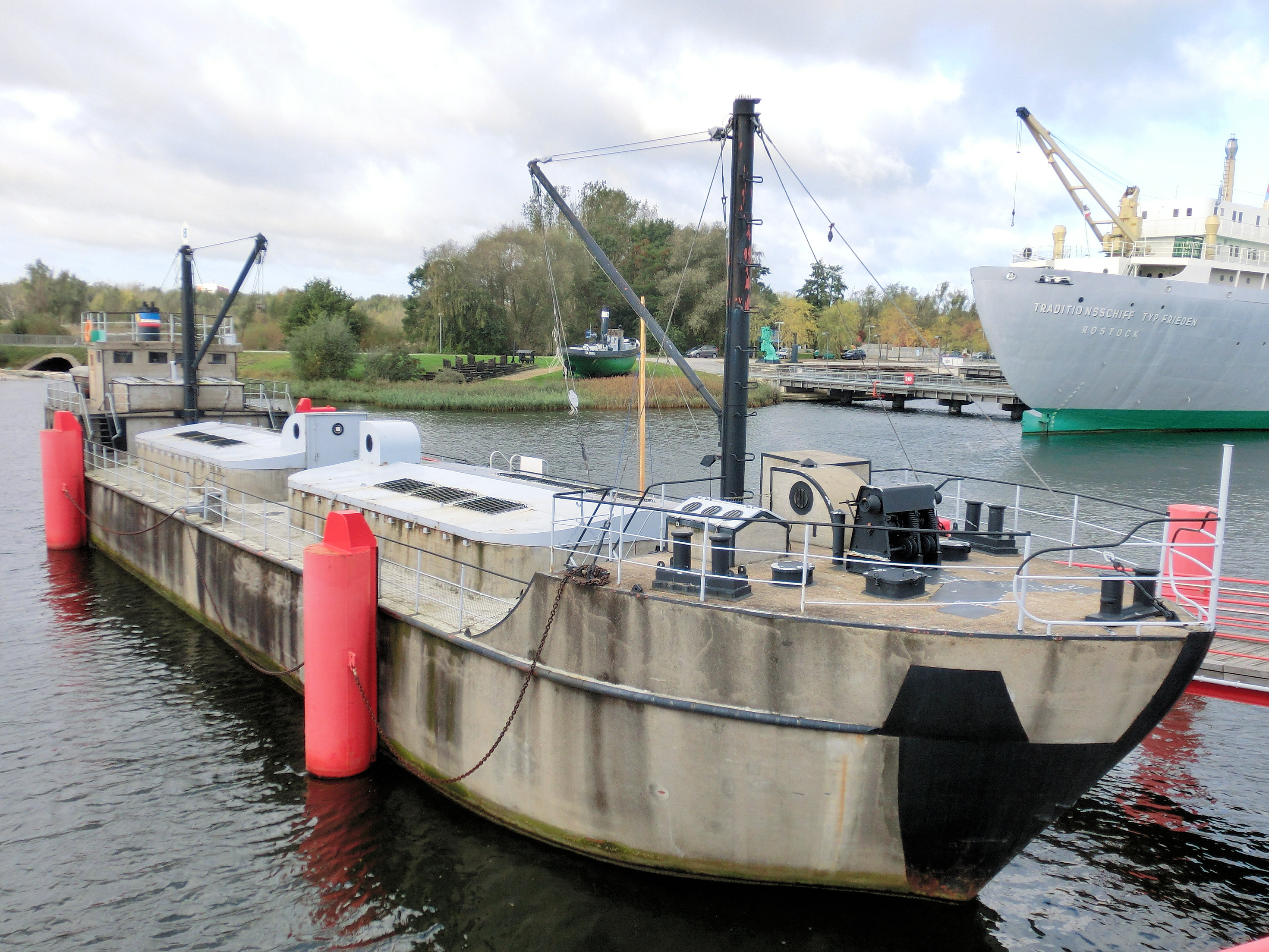
第二次世界大戦中、ドイツで建造された輸送船カペラ（Capella）

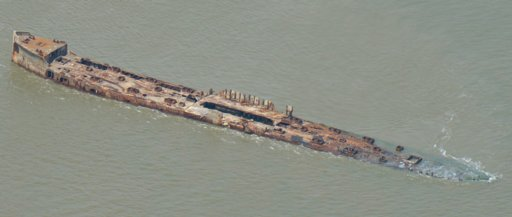
SSセルマの残骸

コンクリート船（英語：Concrete ship）とは、船体を鉄筋コンクリートで建造された船舶。一般的な鋼鉄や木材製船体に比べ、建造に関し建設費用が掛かり、コンクリート（フェロセメント）の性質上、建造に手間が掛かる点や、重量（質量）も増えることから操船性能や燃費が悪く、運用コスト面で不利となるなど多くの欠点を抱えるが、材料が安価で容易に調達できることから積荷を載せて曳航するバージとして19世紀からヨーロッパで使用されていた。また、一隻限りの建造は高価となるが、コンクリート型枠を使用し連続した建造を行うと建造コストが抑えられる点や、害虫の影響を受けにくい、他の材質で造られたものより藻類や海洋生物の付着が抑えられることから、修理やメンテナンス費用に関し利点がある。材料工学や建築工学が進歩した現代では質量と柔軟性に関し特性が改善されたコンクリートや補強材の使用が可能となっている。
鉄が不足していた第一次世界大戦、第二次世界大戦中には動力を備えた貨物船も各国で建造されている。アメリカにおいても戦時中は軍指揮のもと、コンクリート船による小型船団の構築が行われており、大型の船舶で「SS セルマ」などが建造されている。これらコンクリート船は連邦海事局が設定した「タイプ・B・シップ」と呼ばれた艀としての分類が行われた。なお、貨物船をセメントで建造する際には肉厚な船体（躯体）を必要とし、結果、断面積が大きくなり水の抵抗が増すことで燃費が悪く、貨物スペースが減少するなどの問題を抱えるが、コンクリートによる耐久性の高さから、船としての役目を終えた後も防波堤や桟橋として活用されているものがある。この他にも1930年代後半からコンクリート製プレジャーボートなどの販売も行われている。

## 歴史

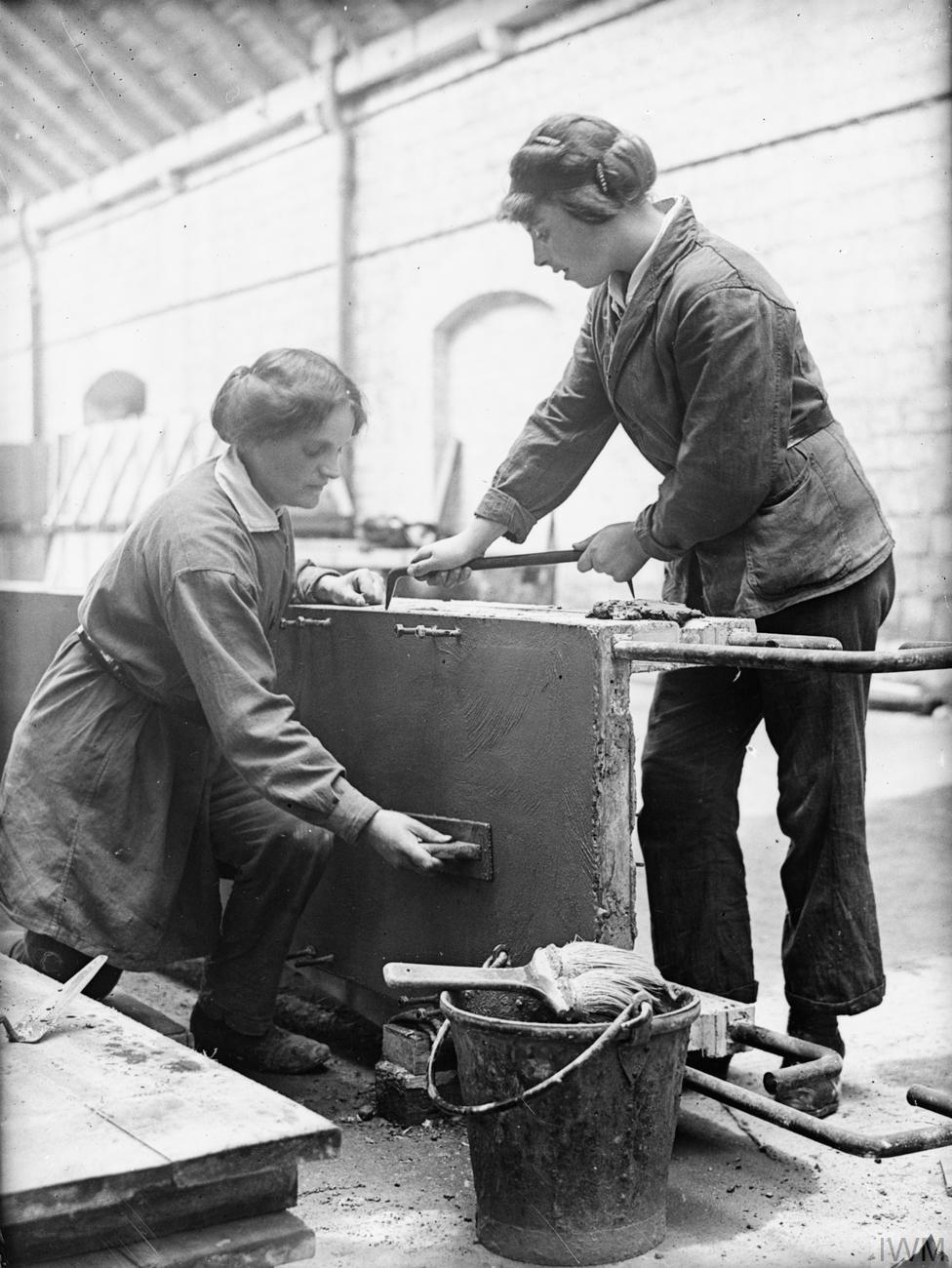
1918年に撮影されたイギリスで建造中のコンクリート船

最も古いコンクリート船として知られているのものは、1848年、南フランスのフェロセメントを発明した発明家、ジョセフ・ルイス・ランボット（Joseph-Louis Lambot）によって建造されたディンギーであった。このディンギーは1855年に開催されたパリ万国博覧会上で披露された。
1860年代からヨーロッパの運河で使用するため欧州各国でバージが建造されており、1896年頃にはイタリアのエンジニアであったカルロ・ガベリーニ（Carlo Gabellini）が、フェロセメントを利用した小型船舶の建造を開始しており、著名な船舶にリグリア（Liguria）などがある。
1908年から1914年にかけドイツ、イギリス、オランダ、ノルウェー、アメリカなどで大型のバージ建造が開始される。ドイツでは1916年から1918年にかけ、戦争によって滅失した輸送船に関する国内需要が高まったことからコンクリート商船の使用を試みている。従来のフレーム構造で設計されたため、大量生産は行われておらず、建造されたコンクリート船から外洋特性の悪さや操船性能の悪さなどが明らかとなった。また、ゴットフリート・フェーダーやフリードリヒ・アヘンバッハがコンクリート造船に関する先駆者となる。1920年には鉄鋼不足からエンジンが搭載された小型コンクリート船ポール・コッセル（Paul Kossel）がドルトムントの建築会社によって建造された。この中でも1919年にイギリスで建造された補助汽船であるバイオレット（Violette）はイングランド、ケント州のホー・セント・ワーバラに残骸として現存している。

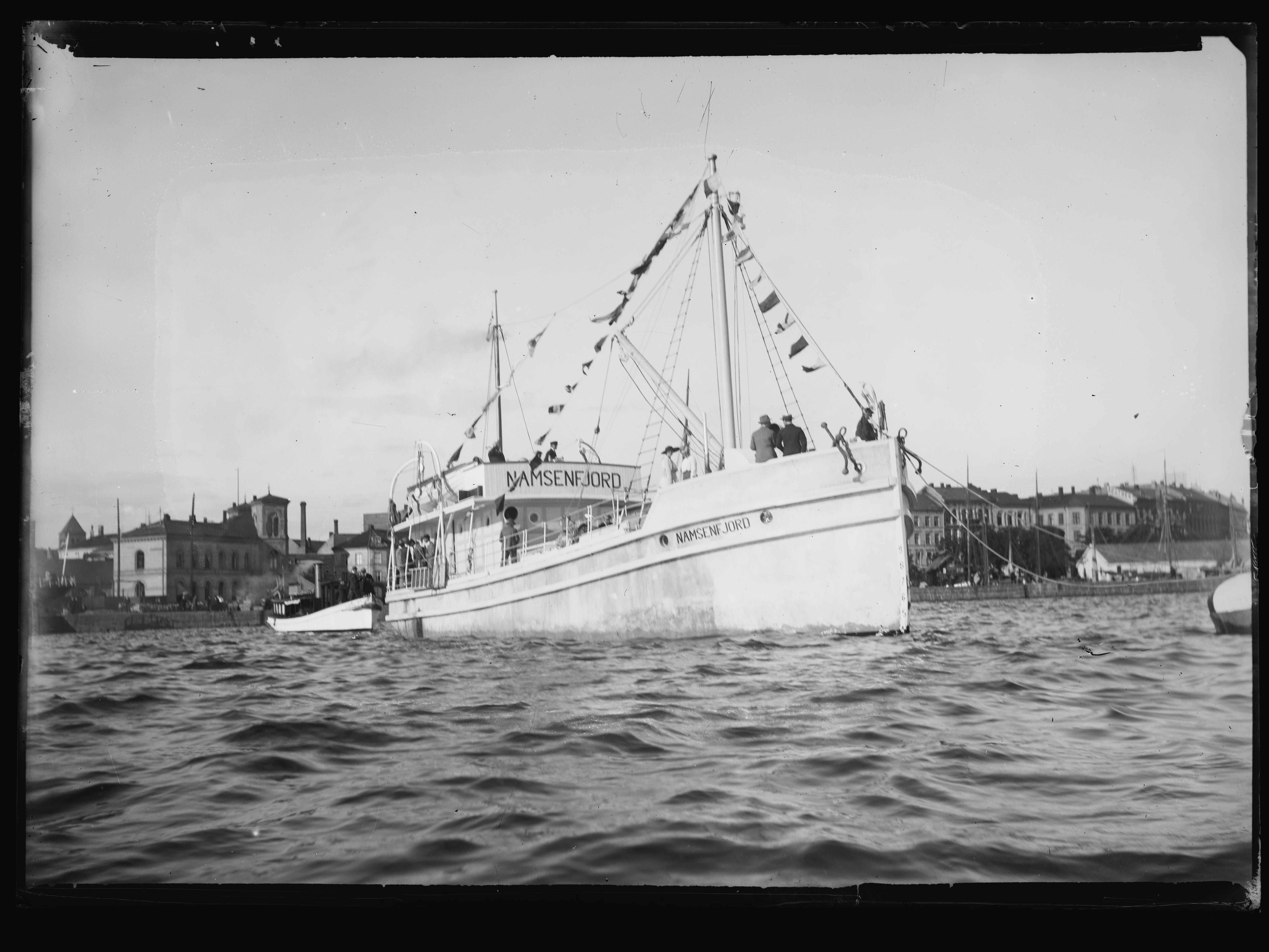
1917年から1920年にかけオスロで撮影されたナムセンフィヨルド

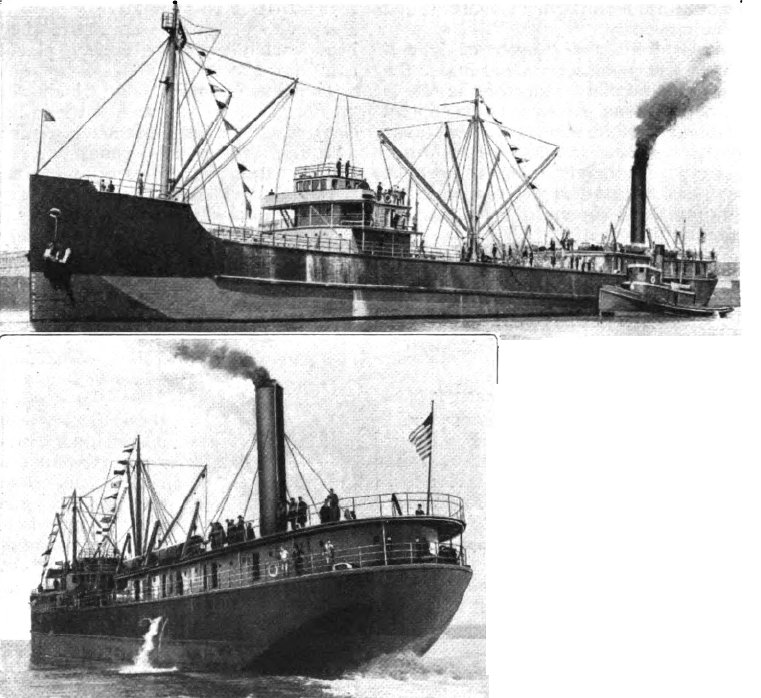
SSフェイス

1917年8月2日、ノルウェーのニコライ・フォグナー（Nicolay Fougner）によって海上移動を目的とした排水トン400トン、全長84フィート（26m）のスクリューを備えた自走式のフェロセメント船「ナムセンフィヨルド（Namsenfjord）」が建造されている。この成功によりこの年の10月、コンクリート船の追加受注を獲得することに成功した。1917年10月、アメリカ政府はコンクリート船の実現可能性に関する研究としてフォグナーをアメリカに招致しており、ニューヨーク、フラッシング・ベイに造船会社「Fougner Concrete Shipbuilding Company」を設立。DWT1トン辺り290ドルの費用が掛かる試算報告が行われた上で、ケープ・フィアー（Cape Fear）とサポナ（Sapona）2隻の建造が行われている。

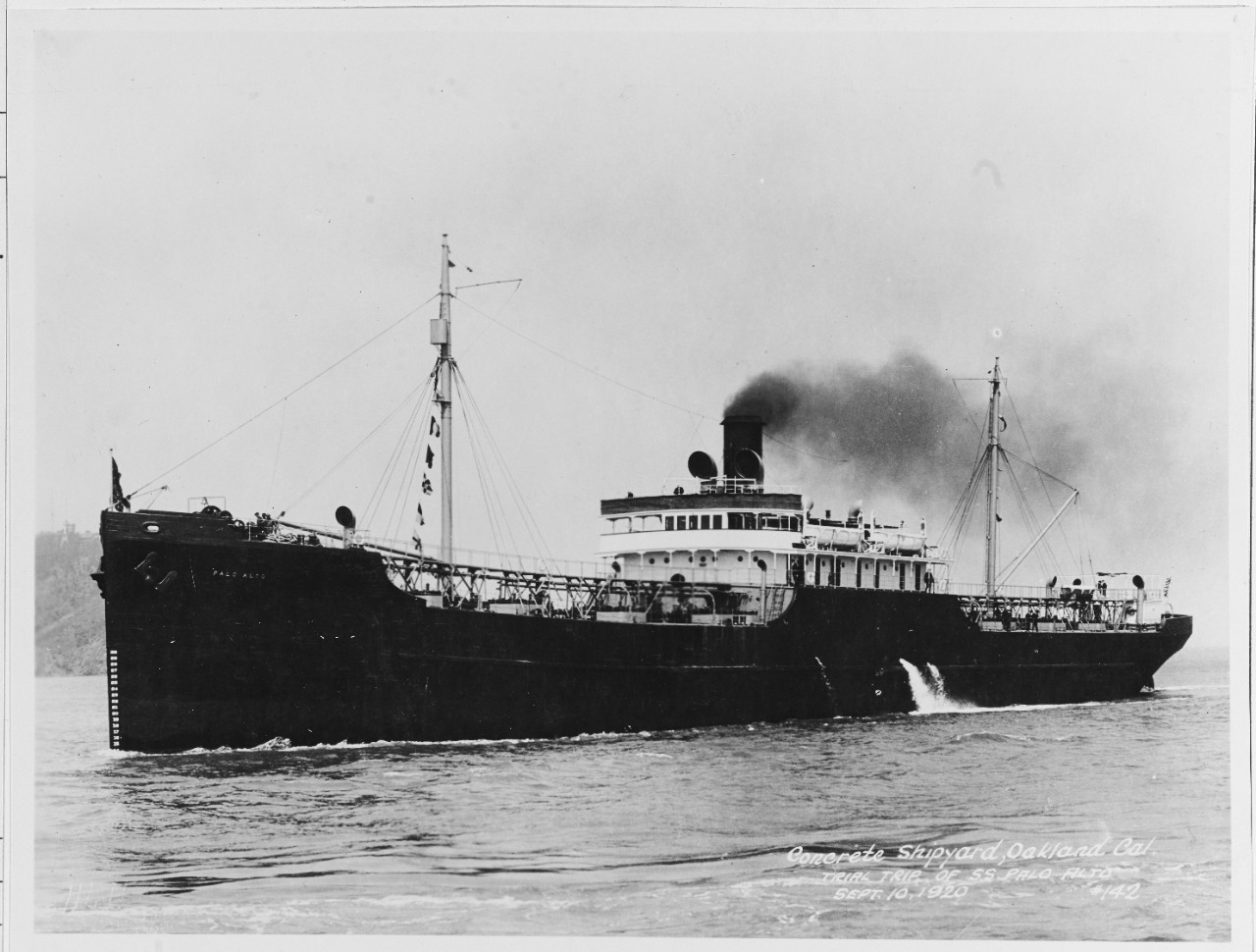
第一次世界大戦で使用されたコンクリート製蒸気石油タンカー、SSパロアルト

ほぼ同時期、アメリカ人ビジネスマンであったウィリアム・レスリー・コミン（William Leslie Comyn）により自力でのフェロセメント船の建造が行われており、カリフォルニア州、オークランドに造船会社「San Francisco Ship Building Company」を設立。新たに2名の従業員を雇い、1918年3月18日に建造を開始し、75万ドルの建造費を掛けたアメリカ初となる6,125トンの蒸気コンクリート船「SS フェイス」を建造する。1921年、キューバに防波堤として売却されるまで、ばら積み貨物船として使用された。
1918年4月12日、ウッドロウ・ウィルソン大統領は第一次世界戦争で使用するため24隻のフェロセメント船の建造を監督する政府機関、艦隊公社の設立を承認。しかし、1918年11月に戦争が終結した時点で一隻も完成しておらず、12隻が建造中であった。最終的に12隻全てが完成したものの、不要となったことで民間企業へ売却が行われているが、コンクリート船に需要は無く、取引が活発に行われなかったため、倉庫としての利用や解体処分が行われた。なお、この期間にカナダ、デンマーク、イタリア、スペイン、スウェーデン、イギリスなどでも同様に建造が開始されている。
第二次大戦中はコンクリート船に関する軍事的、商業的関心は寄せられていない。これは、他の建造方法が安価であり、人員などの労力がコンクリート船に比べ必要とせず、運用コストが低いことによる。しかし、1942年、アメリカが第二次世界大戦に参戦すると、造船に必要な鉄鋼が不足していることが判明し、ペンシルベニア州フィラデルフィアの造船会社マックロスキー社と契約を交わし、ここで24隻のコンクリート船建造が1943年7月から開始されている。この他にもカリフォルニア州にある造船2社とも契約を締結する。なお、これらで建造されたバージは動力を一切搭載しておらず、タグボートによって曳航された。

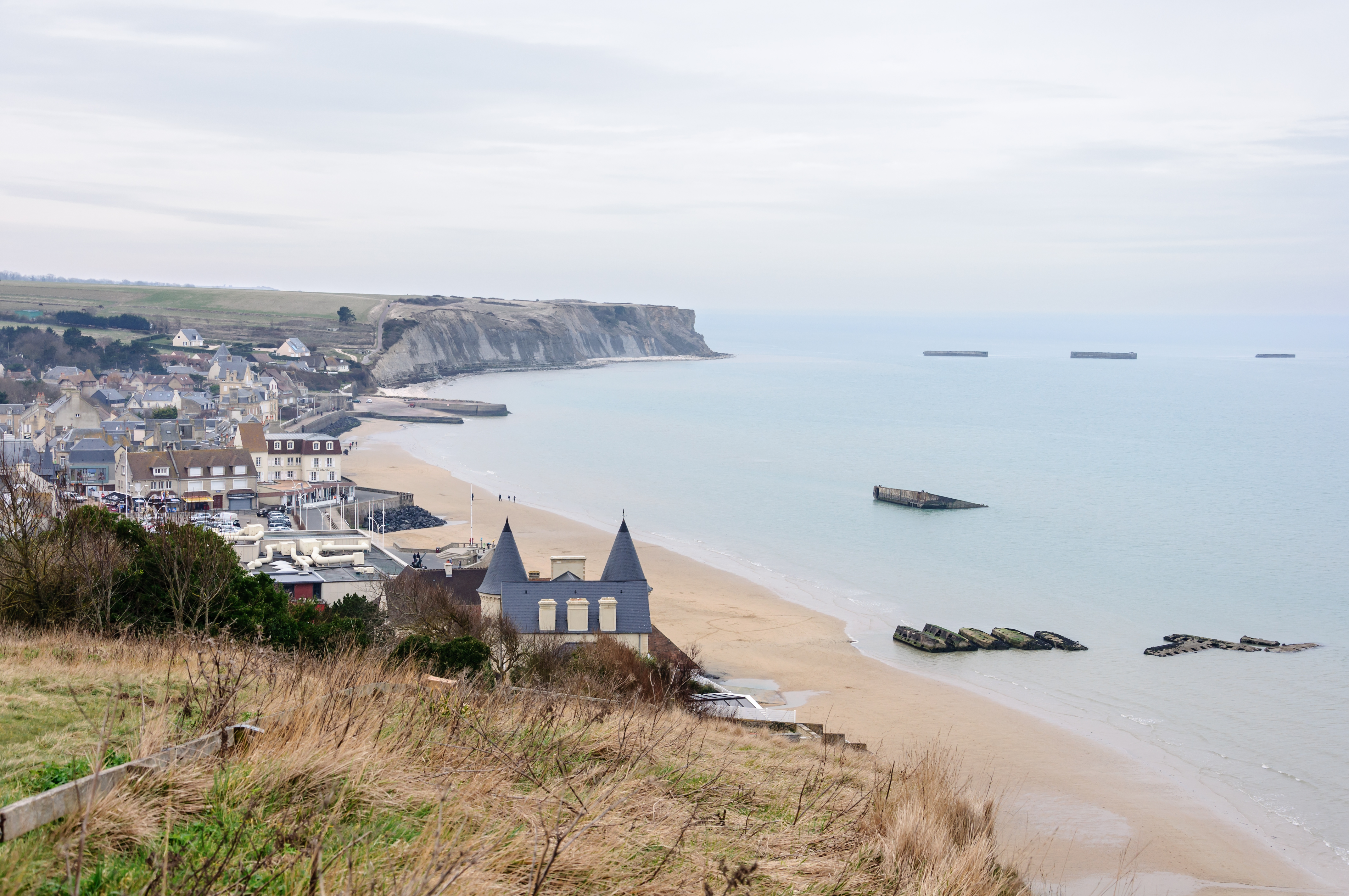
アロマンシュ＝レ＝バン沖に投棄されたマルベリー軍港構築に用いられたコンクリート船群

第二次大戦中のヨーロッパでは、コンクリート船（ferro cement barges, FCB）はノルマンディー上陸作戦で構築されたマルベリー軍港において武器弾薬輸送や閉塞船、ポンツーンなどとして重要な役割を果たしている。この内、何隻かに動力が搭載され、人員輸送や移動式食堂として利用されており、これらの艀はテムズ川河口に残骸として現存する。また、民間に転用された2隻はウェストミンスターに係留されている。2003年5月22日、キャンベイ・アイランドに残されたFCBの一隻が何者かによって破壊されたことが報道された。
1944年、カリフォルニアのコンクリート会社が潜水式貨物船を提案し、これにより最高速度75ノットを達成できると主張した。しかし、第二次大戦は終結に向かっていたため、これ以上の研究開発は必要ないとして開発計画は打ち切られた。今日この主張は誇張であったと認められた。
1944年から1945年にかけてコンクリート製バージは太平洋戦線でも運用され、バージには冷蔵、冷凍庫、製氷機、アイスクリーム製造機が搭載され、水上倉庫としても使用された。冷凍庫で食料を無期限で保存できるため、新鮮な食糧を前線の兵士に供給できるとして重宝された。2隻が台風などにより失われたが、それ以外のバージは全て無事に運用が行われた。
1969年、アメリカが支援する河川哨戒艇である「Swift PCF-2（PCF）」計画において、コンクリート製プロトタイプが南ベトナムとフィリピンで建造されており、ベトナム海軍でYbuta型と命名された71隻のコンクリート製哨戒艇が就役している。
1970年代半ば、耐航性が考慮されたLNGタンカーが計画されたが建造には至っていない。

## 今日
製造に関し特別な工具を必要とせず、材料は比較的安価で入手可能なため、現代でも愛好家によりフェロセメントボート（フェロボート）が製造されている。この運動の先駆者は1938年からコンクリート船の設計を行っているハートレイ・ボートとなる。また、アメリカでも米国土木学会後援のもと、全米コンクリート・カヌー競技会が開催されている。
オランダではハウスボートの建造に関しコンクリートが使用し続けられている。

## 現存するコンクリート船

### 北米

#### アメリカ

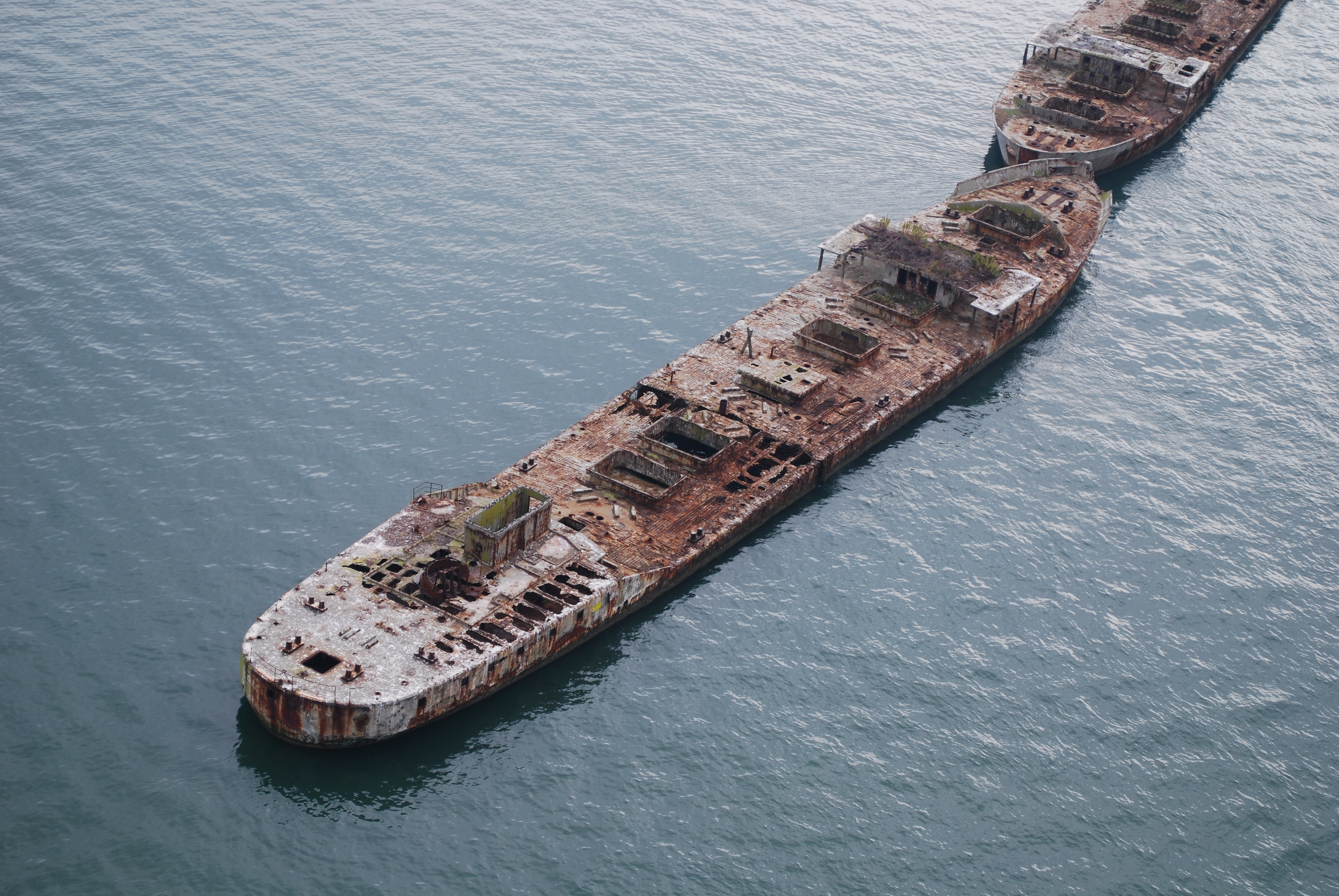
キプトピークに沈設されたコンクリート船

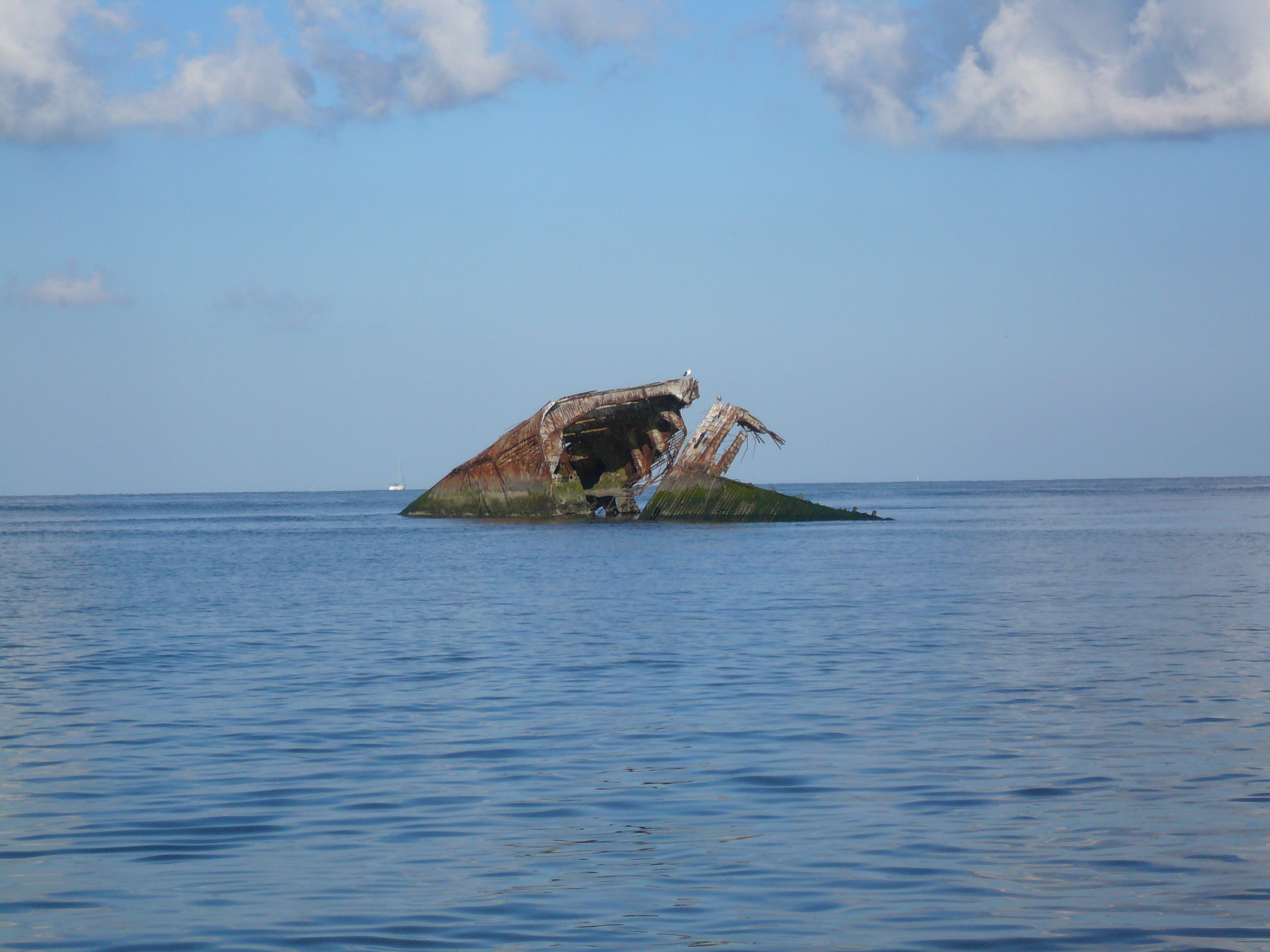
SSアトランタス

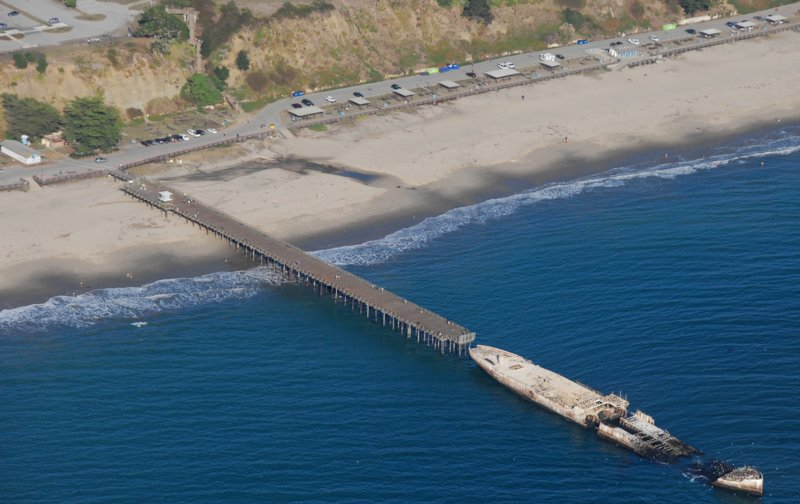
SSパロアルト

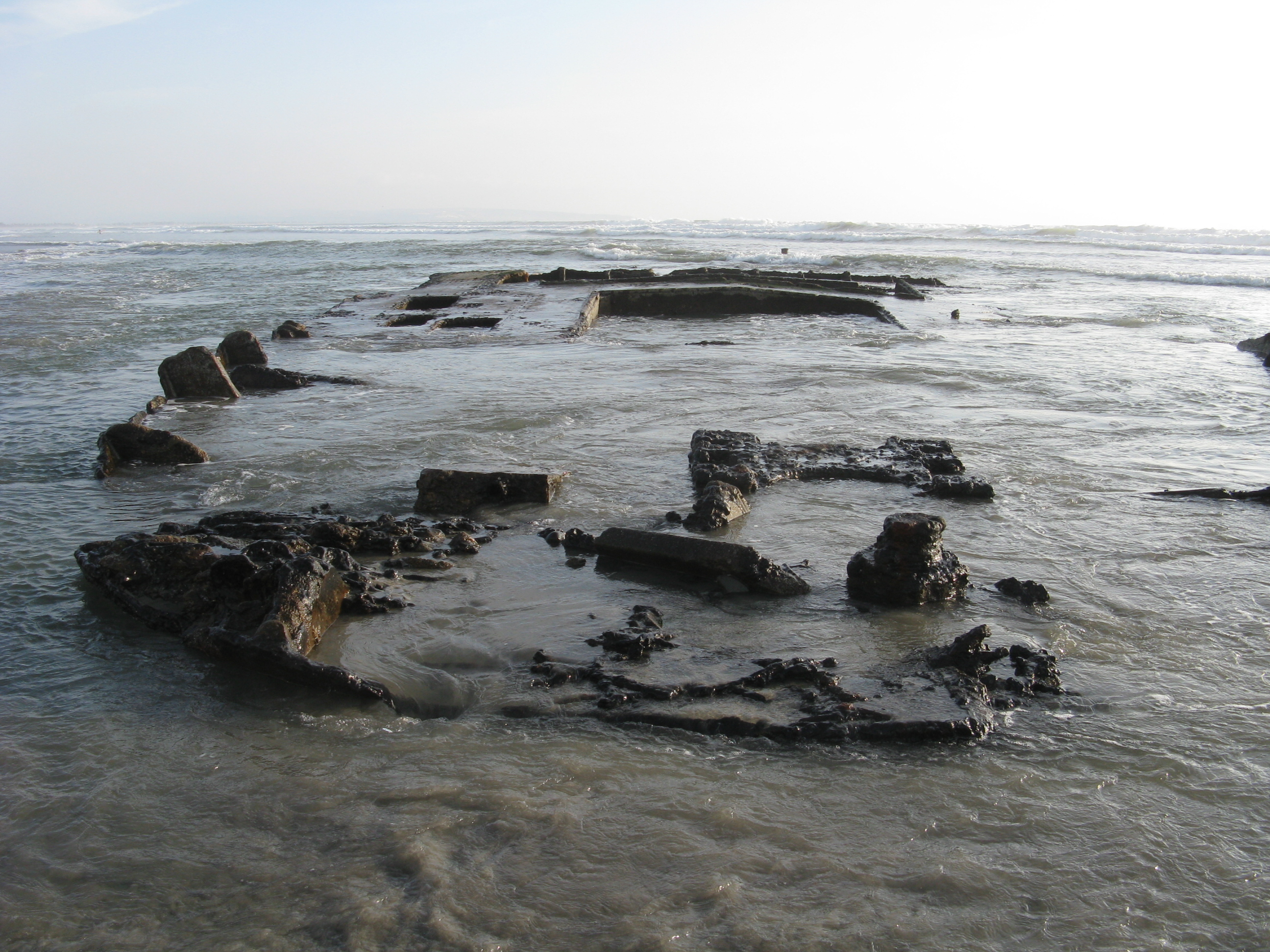
SSマッキトリック（モンテカルロ）

- バージニア州 チェサピーク湾、キプトピーク州立公園（Kiptopeke State Park） 北緯37度09分51秒 西経75度59分29秒 / 北緯37.164267度 西経75.991402度

第二次大戦中に建造された9隻のコンクリート船が防波堤として沈設されている。
- ニュージャージー州 ケープ・メイ 北緯38度56分40秒 西経74度58分19秒 / 北緯38.944322度 西経74.972083度

アトランタス号（SS Atlantus）1919年に就役し、1926年沈没した。
- テキサス州 ガルベストン、シーウルフ公園（Seawolf Park）釣り桟橋北西 北緯29度20分39秒 西経94度47分11秒 / 北緯29.344249度 西経94.786343度

セルマ号（SS Selma）1919年6月28日進水。第一次世界大戦での鉄鋼不足により試験目的として建造された12隻（計画24隻）の内の一隻。建造は間に合わず、戦争が終結した日（ヴェルサイユ条約調印日）に進水したため、メキシコ湾で石油タンカーとして使用された。
- カリフォルニア州 アプトス 北緯36度58分11秒 西経121度54分50秒 / 北緯36.969704度 西経121.913947度

パロ・アルト号（SS Palo Alto）。1919年5月29日進水した石油タンカー。その後アミューズメント会社によって購入され、観光用桟橋として利用されていたが、2017年に発生した台風により崩壊。
- カリフォルニア州 サンディエゴ コロナド島 北緯32度40分26秒 西経117度10分23秒 / 北緯32.674度 西経117.173度

マッキトリック号（SS McKittrick）1921年、ノースカロライナ州のウィルミントンでセルマ号と同じく12隻建造された内の一隻として進水。石油タンカーとして使用された後、賭博王と称されたマフィア「アンソニー・コーネロ」に売却され、1932年船名をモンテ・カルロ（Monte Carlo）に変更し、ロングビーチ沖でギャンブル船や売春船として使用された。1936年にはコロナド沖に移動し営業していたが、12月31日に発生した嵐により固定していたアンカーが破損し、コロナド島に座礁した。違法営業であったが、公海上で営業したため法の適用外となり、法執行機関は取り締まることができずにいた。座礁した時点で法の適用が及んだことで誰も所有権を主張せず、その後船は崩壊した。
- サウスカロライナ州 チャールストン・ハーバー 北緯32度47分56秒 西経79度54分25秒 / 北緯32.798761度 西経79.906863度

J・E・ソイヤー号（Col. J. E. Sawyer）の残骸。同湾に展示されている空母ヨークタウン近辺に残されている。
- ハワイ州、ラナイ島 シップレック・ビーチ（Shipwreck Beach）北緯20度55分17秒 西経156度54分37秒 / 北緯20.921299度 西経156.910139度

アメリカ海軍によって建造された燃料移送用バージ「YOGN 42」。

#### カナダ

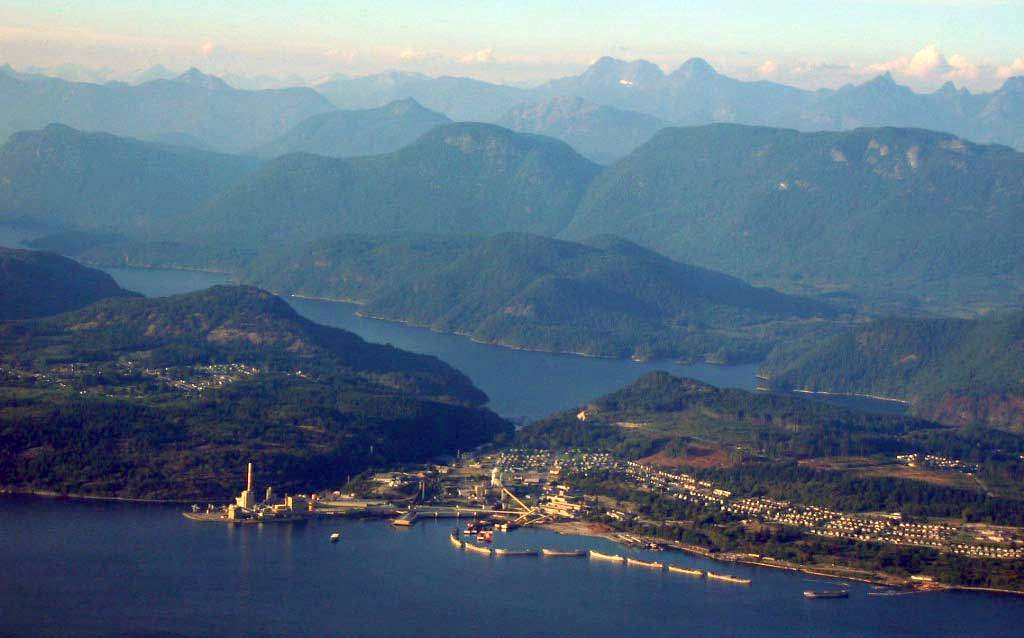
パウエルリバーに設置されたコンクリート船群

- ブリティッシュコロンビア州 パウエルリバー市[30] 北緯49度51分55秒 西経124度33分21秒 / 北緯49.865238度 西経124.555821度

製材所周辺に10隻のコンクリート船が浮上した状態で防波堤目的として並べられている。

#### キューバ
- カヨ・ラス・ブルハス（Cayo Las Brujas）海岸沖 北緯22度37分24秒 西経79度13分24秒 / 北緯22.623439度 西経79.22327度

かつて石油タンカーとして稼働していた蒸気船、サン・パスクァル号（SS San Pasqual）ダイビングに訪れたダイバー向けのホテルとして利用されていたが、その後放置された。

#### バハマ
- ビミニ島 北緯25度39分02秒 西経79度17分36秒 / 北緯25.65063度 西経79.29337度

サポナ号（SS Sapona）シュノーケリングのランドマークとして著名な船。

### 欧州

#### アイルランド
- メイヨー県 バリナ市にあるモイ川 北緯54度08分08秒 西経9度08分18秒 / 北緯54.135515度 西経9.138452度

クレテブーム号（SS Creteboom）第一次大戦で使用された数隻の内の一隻。

#### イギリス

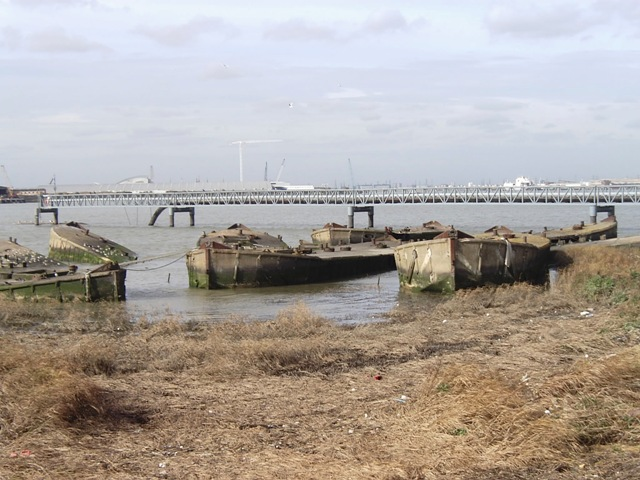
テムズ川に放棄されたコンクリートバージ

- イングランド、グロスタシャー州 プルトン 北緯51度44分14秒 西経2度27分21秒 / 北緯51.737178度 西経2.455798度

海岸浸食を防ぐため8隻のコンクリートバージが設置された。
- イングランド、チェシャー州 エルズミア港にある国立運河博物館（National Waterways Museum）

フェロセメントバージ「FCB 18」が屋外展示されている。
- スコットランド、ハリス ターバート近郊のスカルペイ島 北緯57度52分37秒 西経6度42分00秒 / 北緯57.876873度 西経6.699965度

1919年、アバディーン・コンクリート・シップス社で建造されたもの。
- ロンドン レインハム 北緯51度29分55秒 東経0度10分55秒 / 北緯51.498608度 東経0.18202度

大量のコンクリートバージがテムズ川に放棄されている。マルベリー軍港で使用された同型コンクリートバージ。

#### ギリシャ
- クレタ島など

ギリシャの島々に点在している。第二次大戦でのギリシャ占領によりドイツ陸軍はギリシャの島々に物資輸送を行うため、24隻のコンクリート船をピレウスで建造している。戦後、桟橋として利用されたラフィーナ（Rafina）北緯38度01分19秒 東経24度00分37秒 / 北緯38.022056度 東経24.010368度や、防波堤として利用されたメタナ（Methana）北緯37度38分18秒 東経23度23分40秒 / 北緯37.638340度 東経23.394544度などが点在している。
アドルフ・ヒトラーは戦場で使用される様々な物資に関して河を利用した運搬計画を立案しており、50隻の多種多様なコンクリート製バージの建造を命じている。それまで使用されていた艀はルーマニア から石油を運ぶためのタンカーのみであり、バルト戦線に物資を輸送するため艀を必要としていた。この内数隻は冷蔵食料品に特化した冷蔵船であり、戦傷した重要な兵士を川伝いに本国の病院まで搬送するため病院船の建造も行っている。

#### フランス
- パリ、13区に架かるオステルリッツ高架橋脇のセーヌ川に浮かぶ「アジール・フロッタン」。1919年に石炭運搬船「リエージュ号」として進水し、1929年、市内に溢れた第一次世界大戦の難民に対する救済を目的として改修が行われ、救世軍の難民救済船「ルイーズ・カトリーヌ号」として利用された。なお、この船はル・コルビュジエによってデザインされ前川國男の手によって改修が施され、船体に「ASILE FLOTTANT アジール・フロッタン（浮かぶ避難所）」と記された。その後、セーヌ川に長期間係留されており、2006年から修復プロジェクトが立ち上げられ、建築家遠藤秀平に工事用シェルターの建設依頼が行われている。

翌年の一般公開を控えた2018年2月、川が増水したことで岸に乗り上げており、川へ引き戻す作業の際、岸壁に船体が衝突したことで船体に穴が開き沈没した。沈没後、地元学生や遠藤秀平の尽力により公益法人国際文化会館協力による再復活プロジェクトが開始され、2020年10月19日に行われた排水作業によって再浮上しており、2023年の一般公開を目標に修復作業が行われている。

#### ベルギー

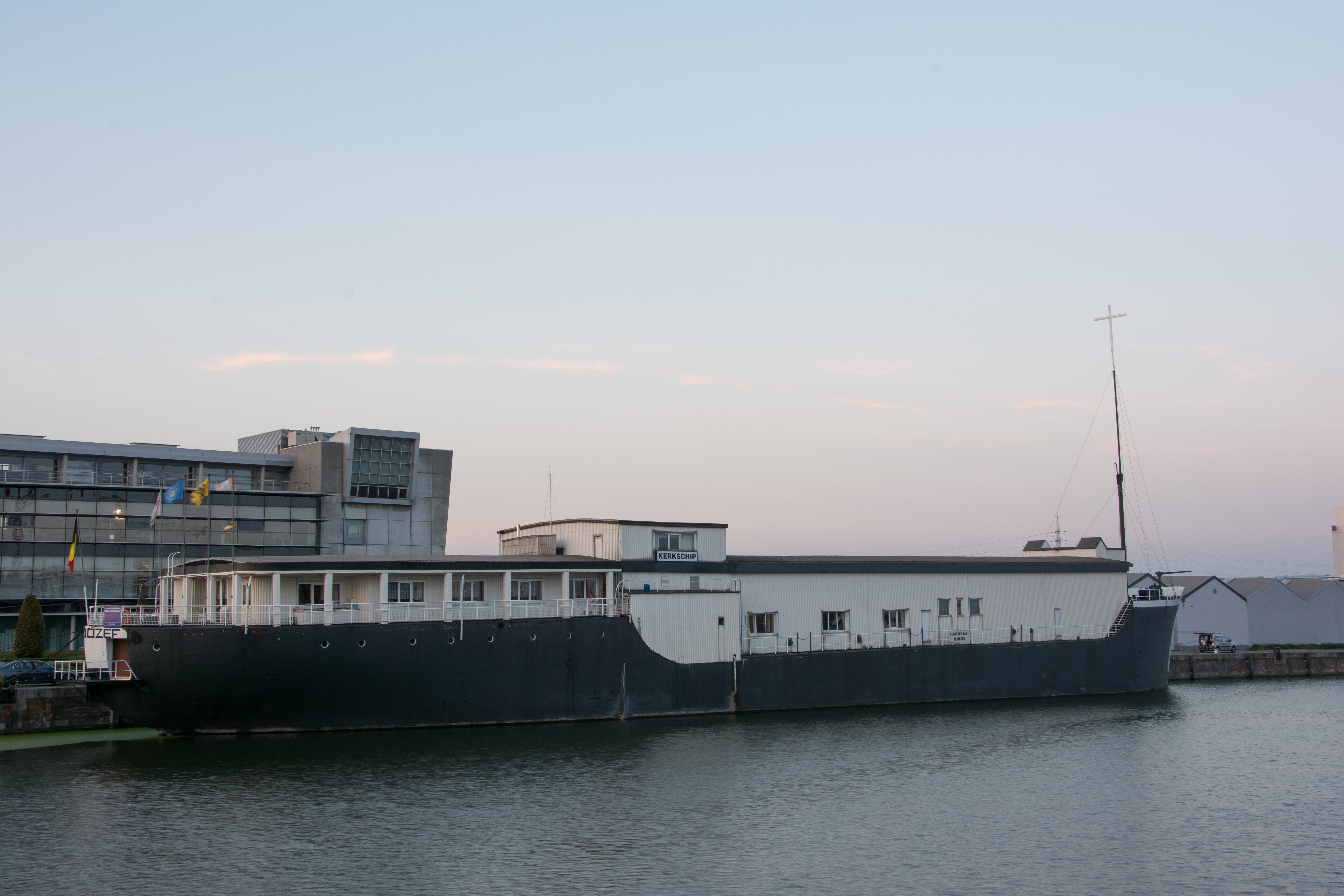
アントウェルペンの教会船セント・ヨゼフ（St. Jozef）

- アントウェルペンの教会船「セント・ヨゼフ（St. Jozef）」号。1942年、ナチス・ドイツの指示によりフランスの民間企業セイントラップ&ブライス（La Maison Saintrap et Brice）社によりロッテルダムでUボートに燃料や飲料水、食料を補給する目的のタンカーとして建造され[36]、1944年艤装を施すため現在の場所に曳航されている[36]。この年の9月、連合軍によりアントウェルペンが解放されたことでベルギー政府によって鹵獲され、1946年民間への売却が行われた。艤装が完了していなかったため石炭の貯蔵庫として利用されており[36]、1950年、船の所有者はメシェレンの大司教区に対し寄贈する[36]。2008年にはタグボートとの接触事故を起こしており、この接触により船体に1メートルの亀裂が生じたことで沈没の危機に瀕している。タグボートで船体を岸壁に押し付けながら排水ポンプで緊急排水を行い、潜水士による速乾セメントを用いた作業により沈没の危機を回避した[37]。2011年に航海遺産としての登録が行われた。

#### ポーランド

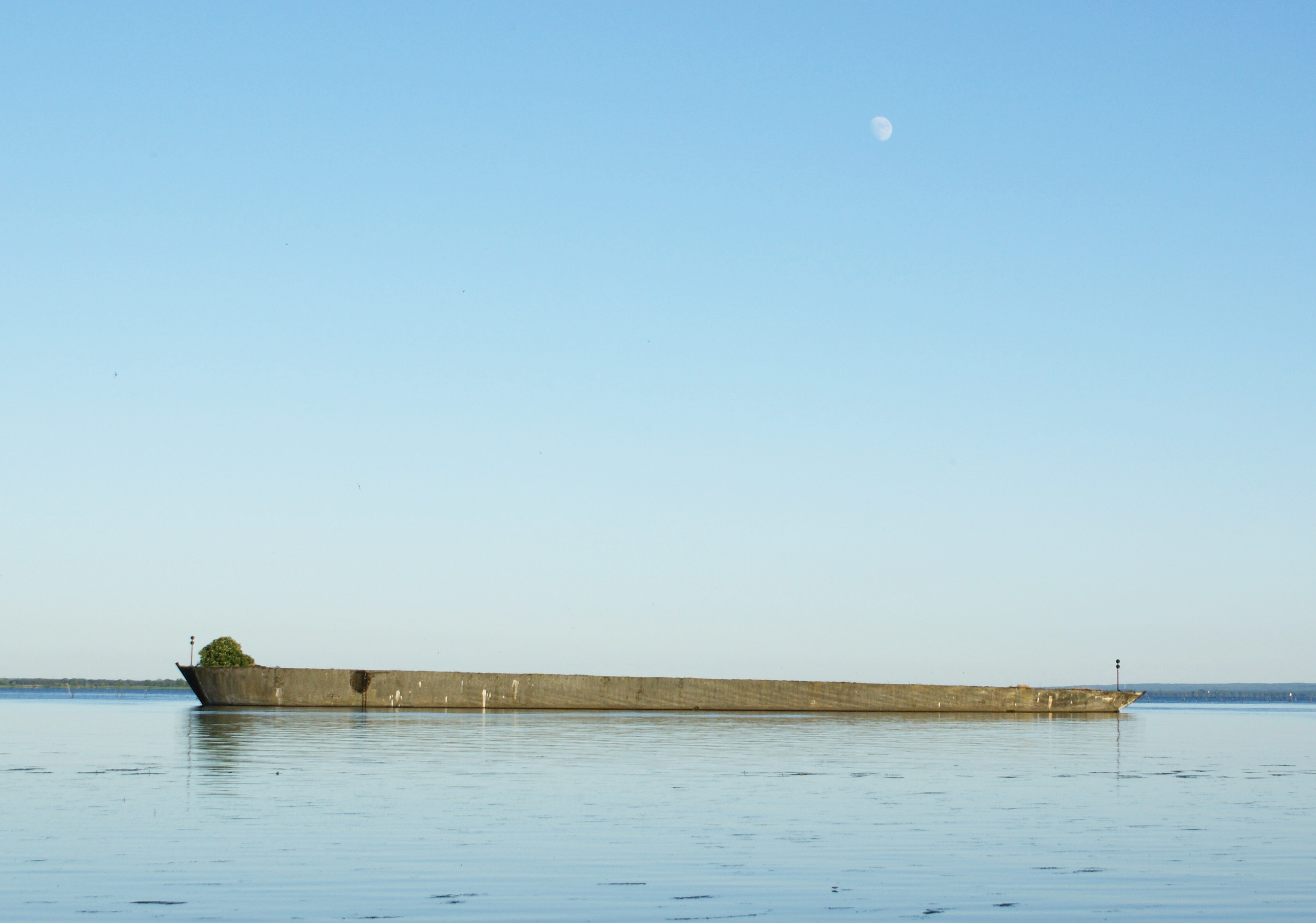
ドンヴェ湖に残るウルリッヒ・フィンスタァヴァルダー（Urlich Finsterwalder）

- シュチェチン ドンヴェ湖 北緯53度31分31秒 東経14度39分02秒 / 北緯53.525414度 東経14.650491度

ナチス・ドイツで使用された小型タンカー、ウルリッヒ・フィンスタァヴァルダー（Urlich Finsterwalder）号。全長90m、幅15m、喫水6.5m、2.947GRTであり、姉妹船であるカール・フィンスタァヴァルダー（Karl Finsterwalder）号と共に1944年8月に進水し、ポリツェの製油所からガソリンを運搬するタンカーとして使用された。1945年3月20日シュチェチン港でソビエト軍の空襲により損傷し、戦後現在の場所まで曳航された後に沈没した。1950年代にプールとして利用するため引き上げられており、別の場所へ移送中に再び沈み始めたため計画は中止されそのまま放置された。今日観光名所となっており、船体を利用した水上コンサートなどが数回開催されているが、蚊が大量に発生する点が問題となっている。

### アジア

#### 中国
- 中華人民共和国、福建省福州市馬尾区 北緯26度00分10秒 東経119度26分05秒 / 北緯26.002806度 東経119.434667度（解体済）

3千トンクラスとなる世界最大級となるコンクリート船、古田号。1970年代に国家の研究開発を任を得て建造され、1974年進水式が行われた。長さ105.2メートル、幅14.5メートル、深さ8.1メートルで喫水5.7メートル、排水量5773トン。その重量故に燃費が悪く数回運用された後に係留された。埋め立て開発と共に40年に渡り座礁し放置されていたが、2011年11月19日に解体作業が始まり、3か月間掛け解体作業が行われた。

#### 日本

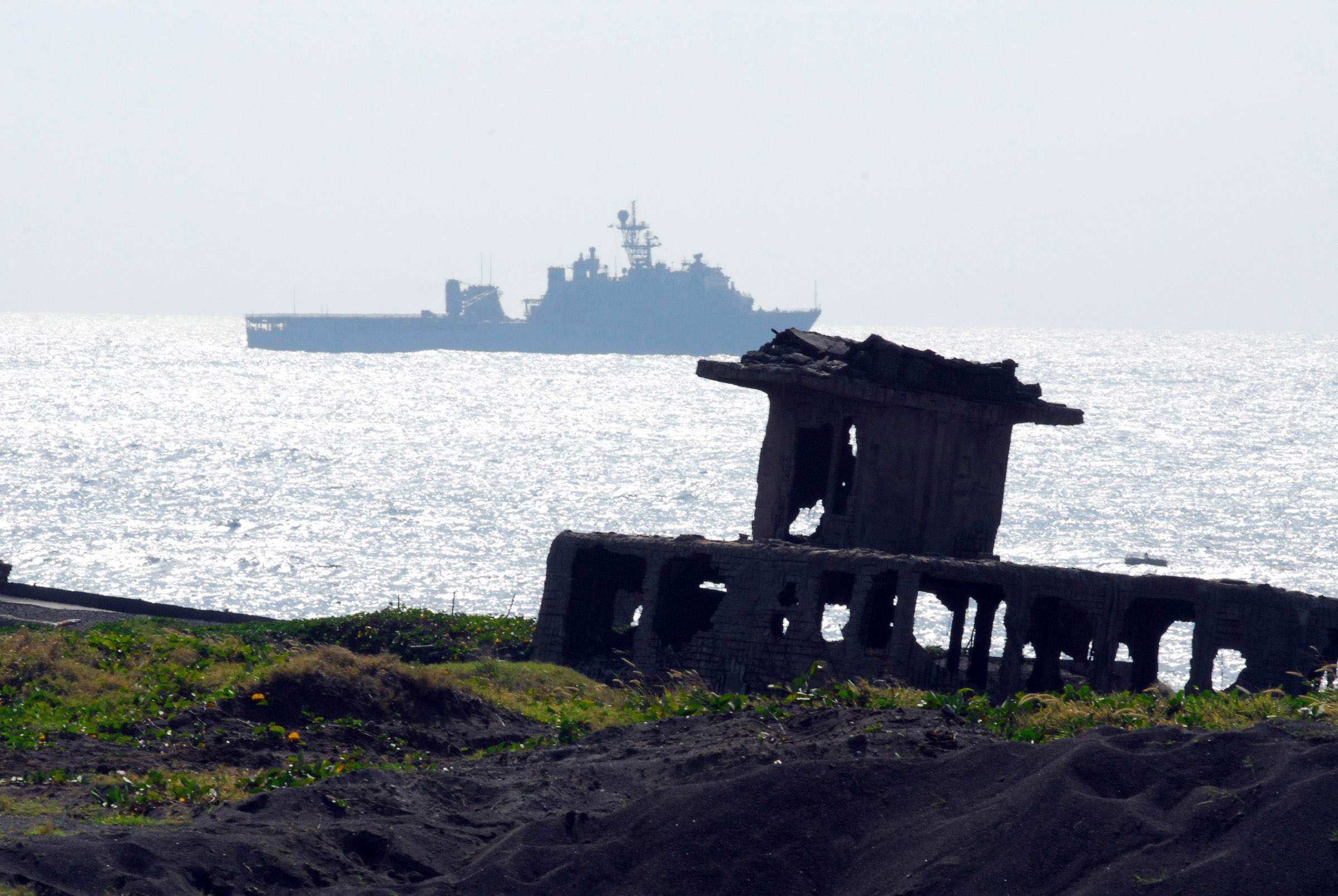
硫黄島に残るコンクリート船

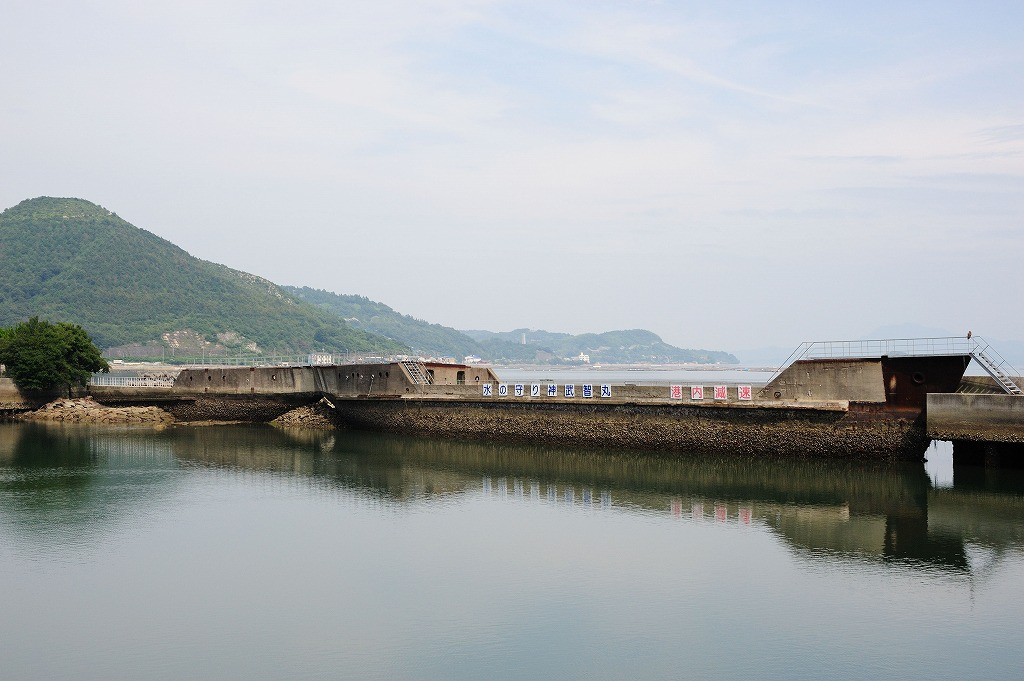
安浦漁港に沈設された武智丸

- 硫黄島西海岸 北緯24度46分57秒 東経141度17分35秒 / 北緯24.78238度 東経141.293095度,北緯24度46分32秒 東経141度17分30秒 / 北緯24.77561度 東経141.291695度

硫黄島の戦いによって、米軍による複数のコンクリート船が防波堤、桟橋として設置された。
硫黄島では石灰質を侵す酸性の火山噴出物の影響でコンクリート船殻も風化が著しく、活発な海底隆起により地上の廃墟と化している。
- 広島県、呉市安浦町 安浦漁港 北緯34度16分48秒 東経132度45分23秒 / 北緯34.280089度 東経132.756295度

第二次大戦中に四隻建造された日本のコンクリート船、武智丸のうち二隻が防波堤として使われている。
- 広島県、呉市音戸町 坪井漁港 北緯34度11分55秒 東経132度31分48秒 / 北緯34.198666度 東経132.530003度

戦後、呉海軍工廠にて係留されていた2隻のコンクリート製被曳航油槽船の内の一隻。1953年に払い下げられ防波堤として沈設された。
- 山口県、下松市笠戸島 北緯33度58分51秒 東経131度51分22秒 / 北緯33.980859度 東経131.856236度

呉海軍工廠にて係留されていた2隻のコンクリート製被曳航油槽船の内の一隻。半壊状態で留る。

## その他のコンクリート船

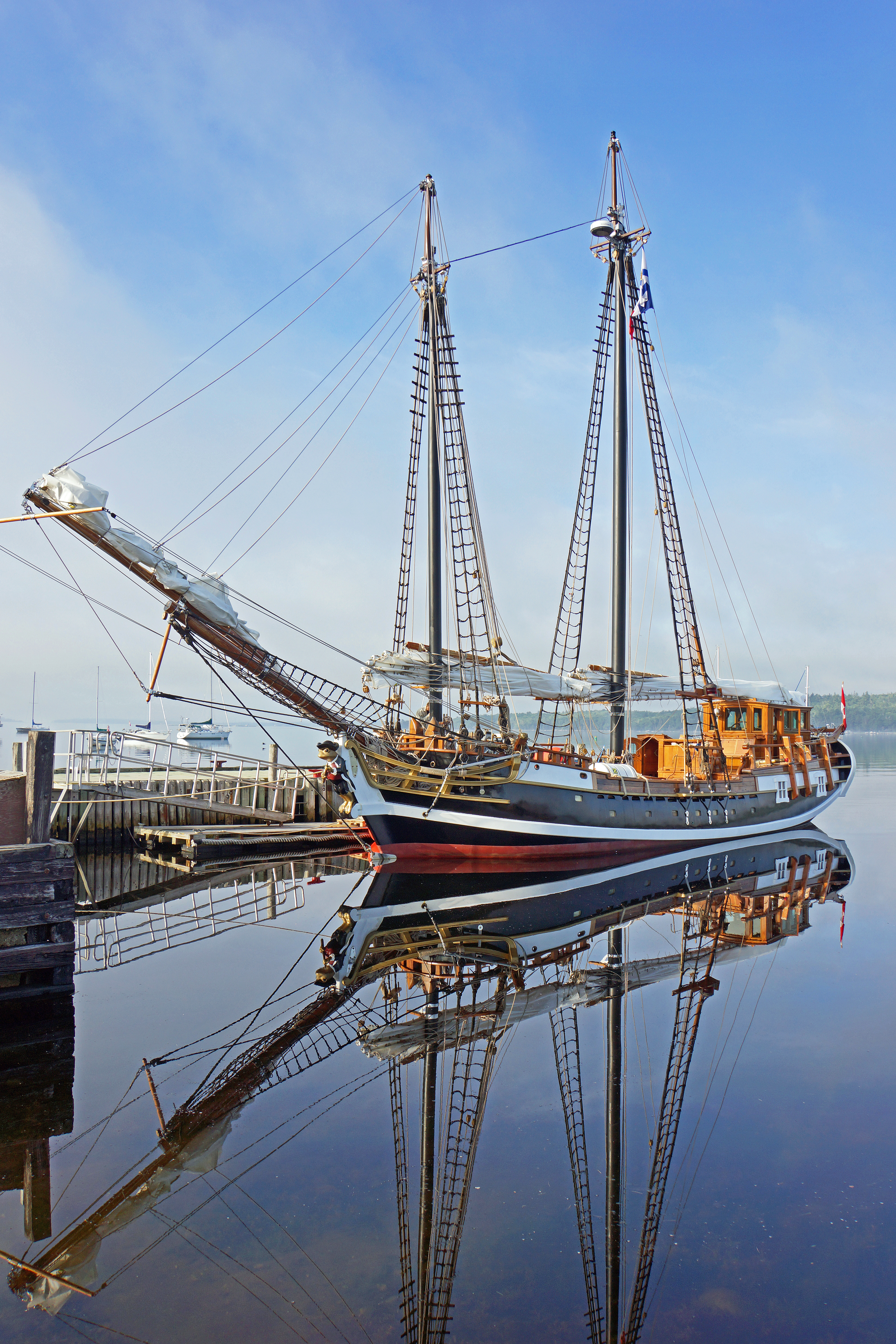
コンクリート製スクーナー ラリンダ（Larinda）
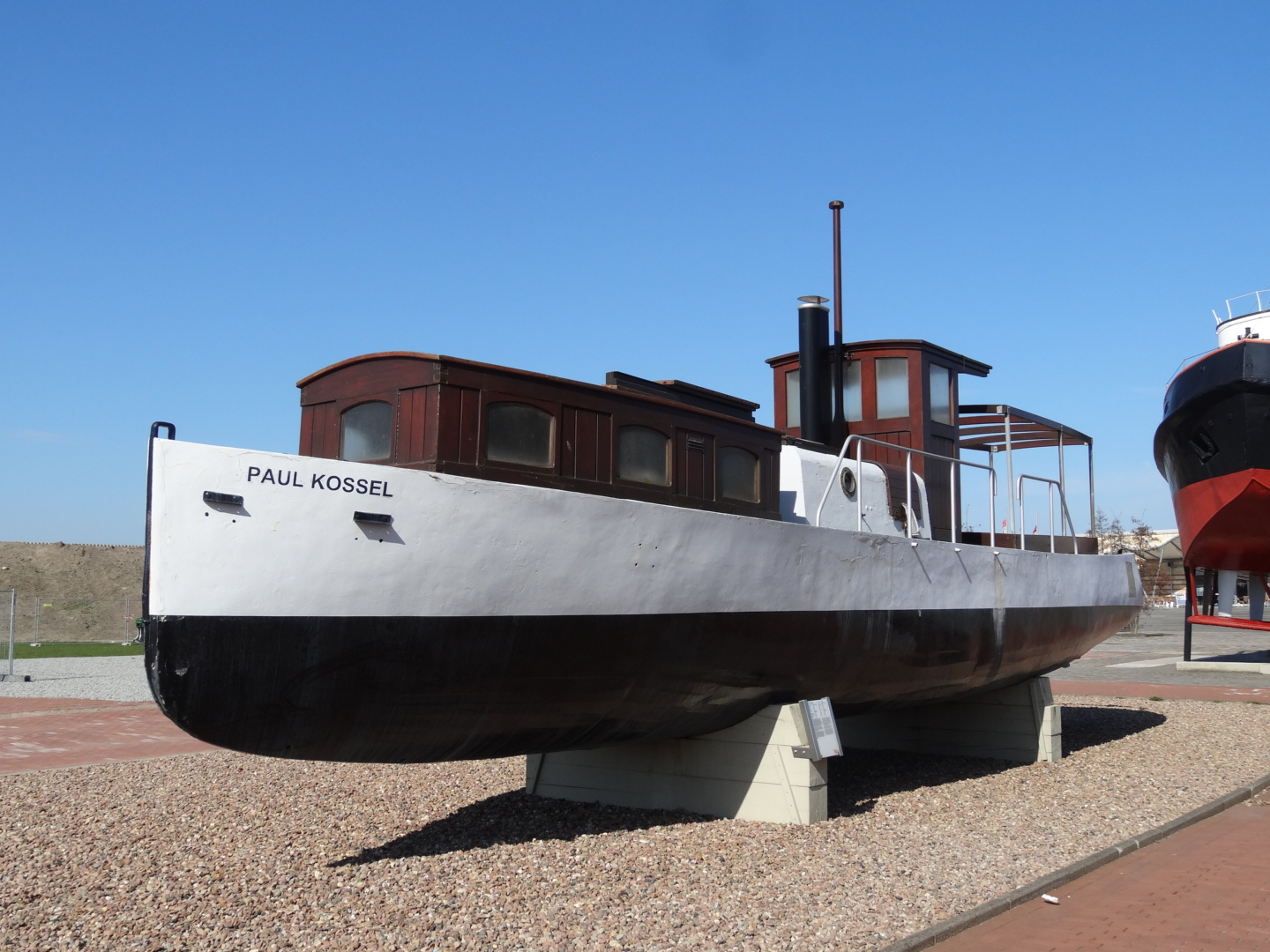
ドイツ海事博物館に展示されるポール・コッセル（Paul Kossel）
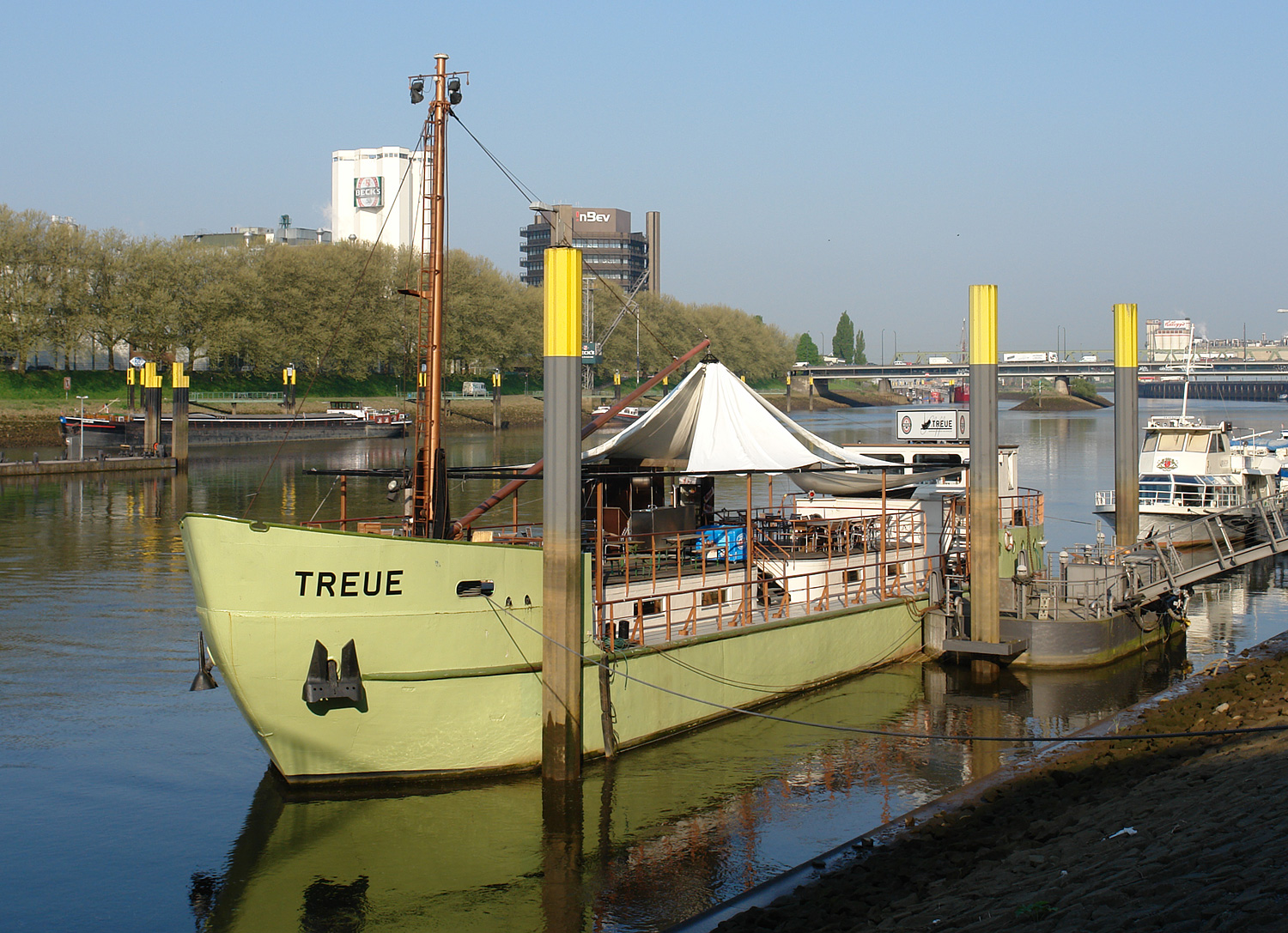
ドイツ、ブレーメンで係留されるコンクリート船、タイヤー（Treue）
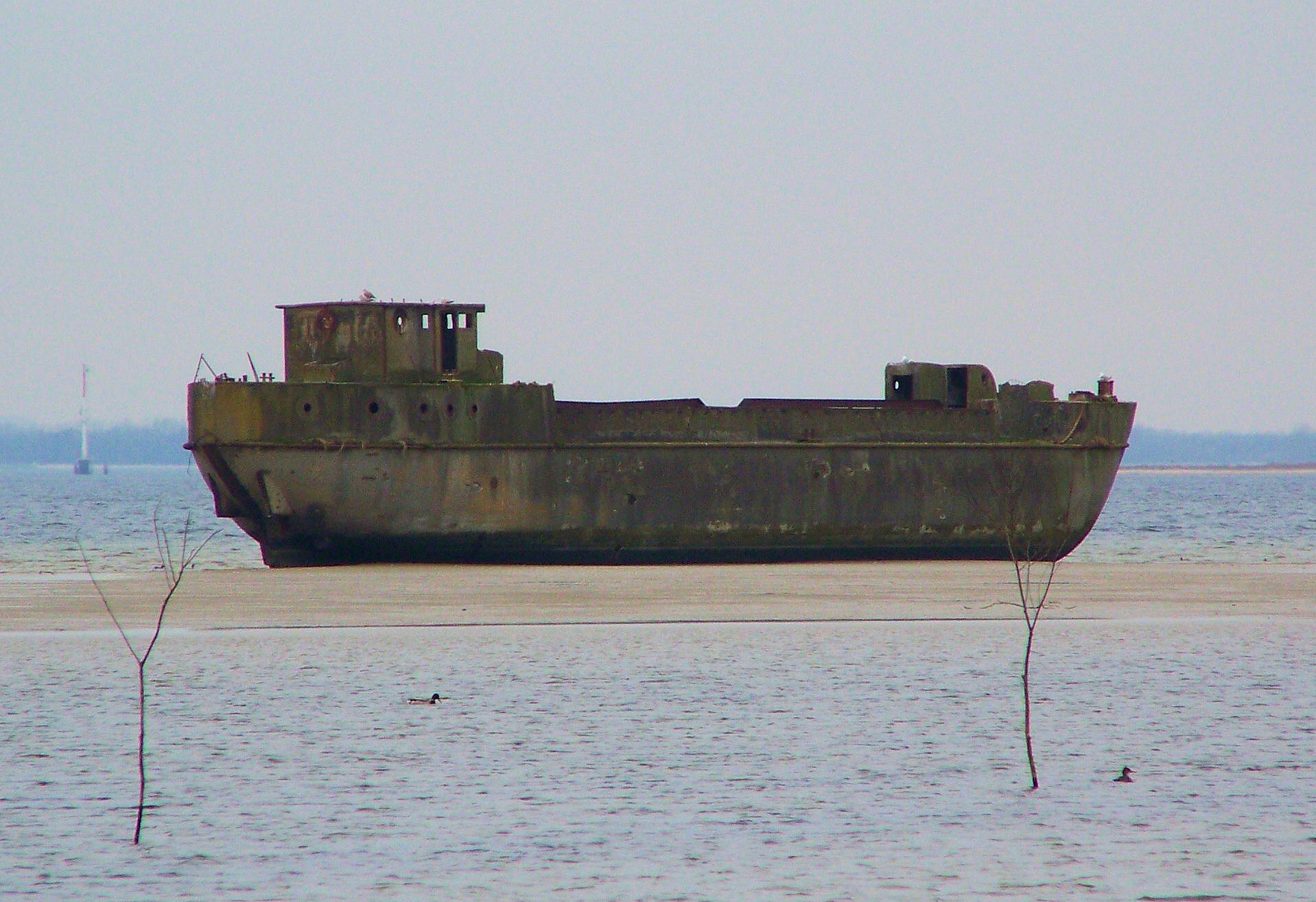
ドイツ北部、ヴィスマール近郊のバルト海に面したウィスマー湾に放棄されたコンクリート船
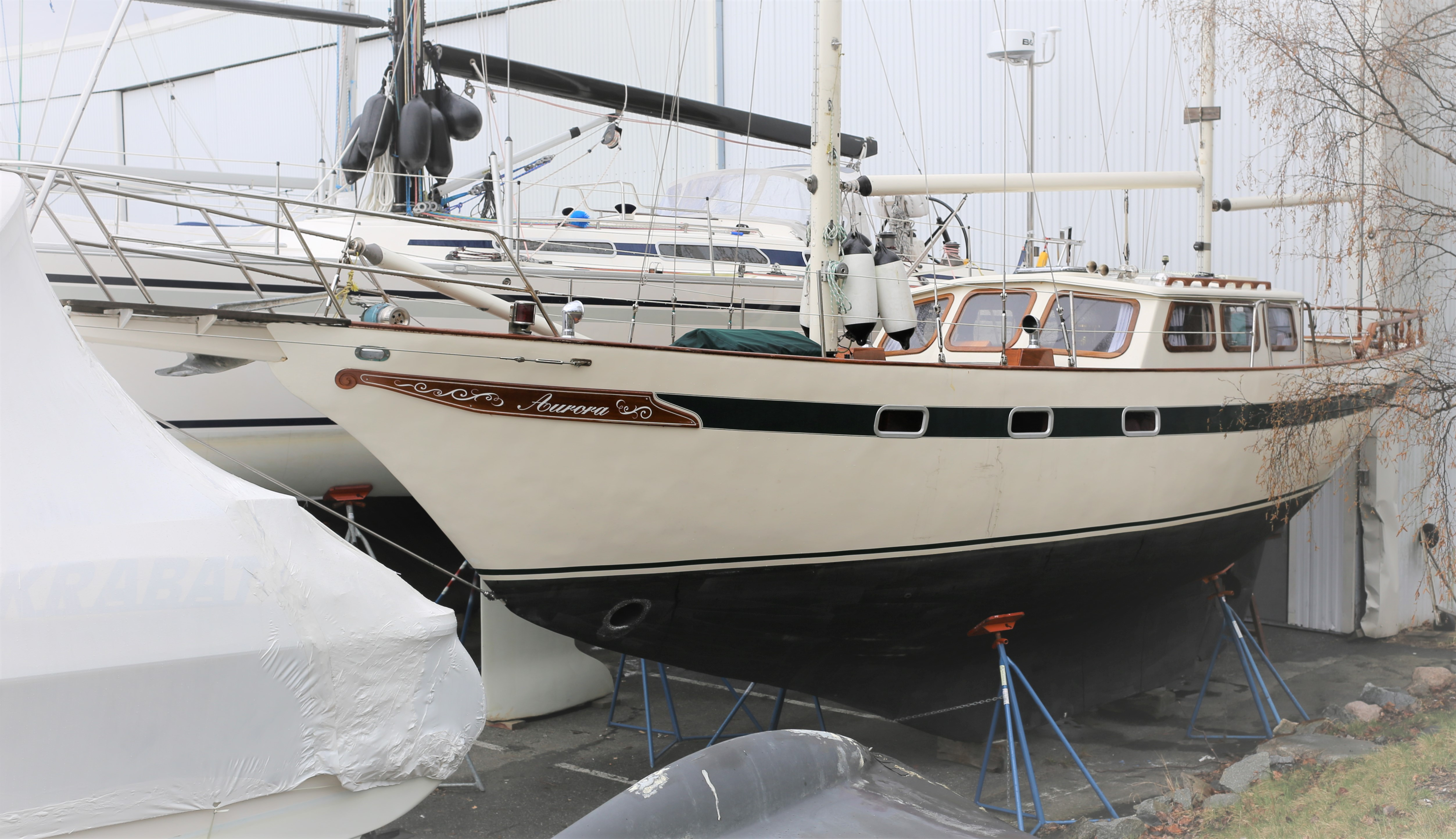
スウェーデンで建造され、1970年に行われたIABBSデザインコンペで優勝したフェロセメントヨット エンデュランス35
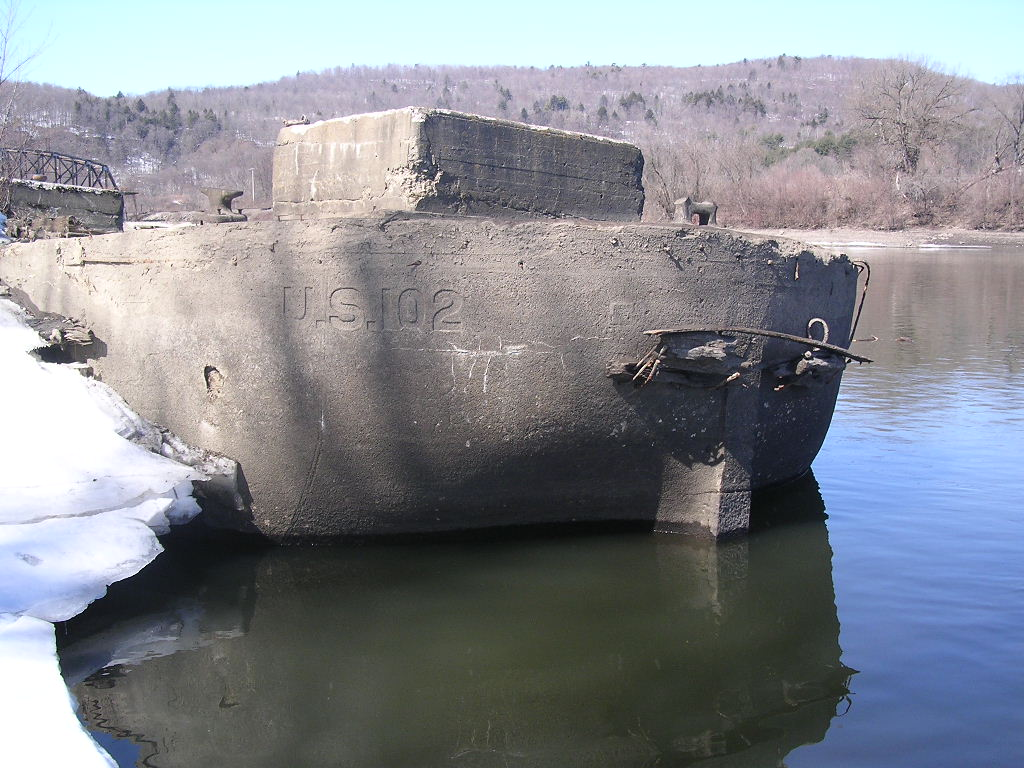
アメリカ海軍で使用されたコンクリートバージ
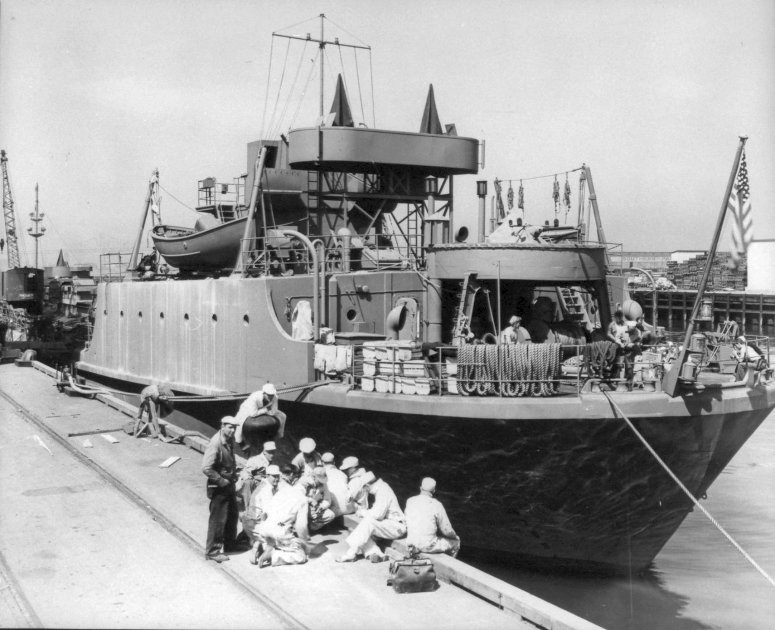
アメリカ海軍コンクリートバージ IX-149 USSミッドナイト